# Ист Веначи Бенч (Вашингтон)
Ист Веначи Бенч (енгл. East Wenatchee Bench) град је у америчкој савезној држави Вашингтон.

## Демографија
По попису из 2000. године број становника је 13.658.
| Група             | 2000.          | 2010.    |
| Белци             | 11.539 (84,5%) | 0 (0,0%) |
| Афроамериканци    | 29 (0,2%)      | 0 (0,0%) |
| Азијати           | 83 (0,6%)      | 0 (0,0%) |
| Хиспаноамериканци | 1.727 (12,6%)  | 0 (0,0%) |
| Укупно            | 13.658         | 0        |